# St. Valentin (Unterföhring)

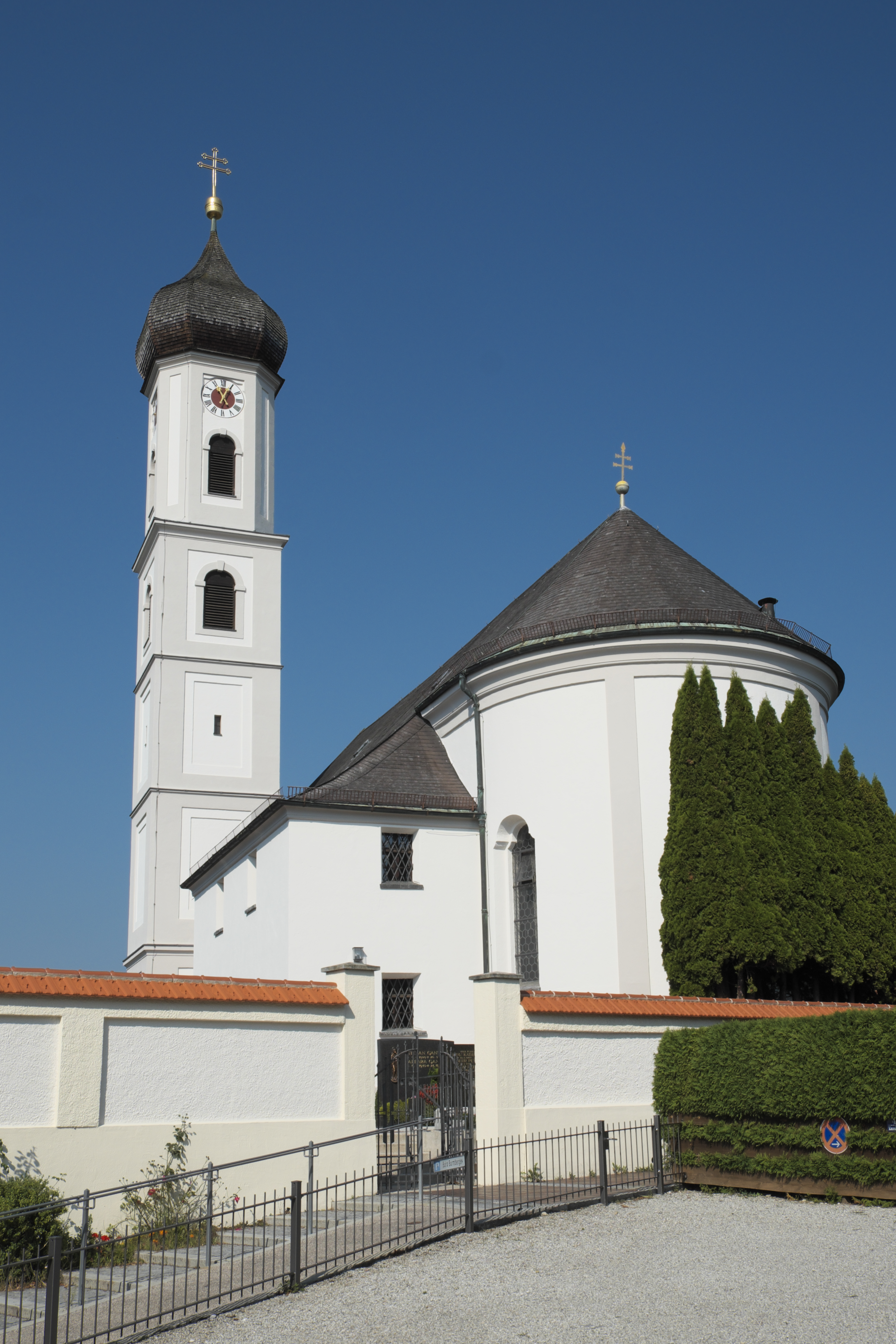
Pfarrkirche St. Valentin

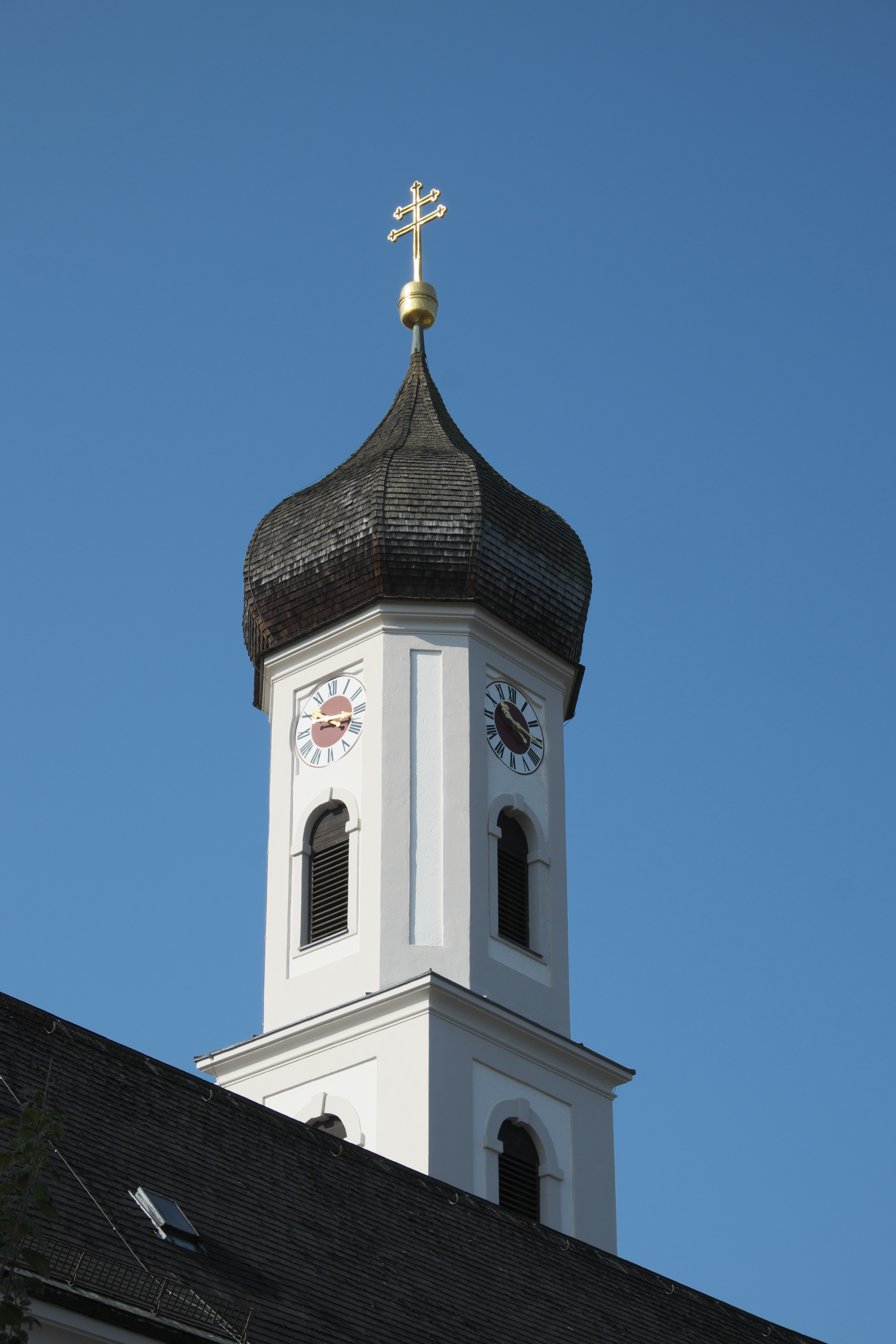
Turm mit Zwiebelhaube

Die römisch-katholische Pfarrkirche St. Valentin in Unterföhring, einer Gemeinde im Landkreis München im Norden der bayerischen Landeshauptstadt, wurde auf den Grundmauern eines romanischen Vorgängerbaus zu Beginn des 18. Jahrhunderts am Übergang vom Barock zum Rokoko errichtet. Die Kirche ist dem heiligen Valentin von Rätien gewidmet, einem der ersten Bischöfe Passaus. Sie gehört zum Katholischen Pfarrverband Ismaning und Unterföhring im Dekanat München-Nordost (Erzbistum München und Freising).

## Geschichte
Vom ersten Kirchenbau aus romanischer Zeit wurden bei der grundlegenden Restaurierung im Jahr 1973 Reste der Fundamente entdeckt. In den Jahren 1650 bis 1660, nach dem Dreißigjährigen Krieg, muss ein großer Umbau stattgefunden haben. 1712 wurde ein neuer Turm errichtet, 1716 erteilte der Freisinger Fürstbischof Johann Franz Eckher von Kapfing und Liechteneck den Auftrag zum Neubau des Kirchenschiffs. 1716/17 wurde das alte Kirchenschiff abgebrochen, im April 1717 legte der Bischof den Grundstein und im Jahr 1718 konnte er die neue Kirche weihen. Baumeister war der in Freising tätige Hofmaurermeister Dominik Glasl. 1745/46 wurde die Vorhalle angebaut.

## Architektur

### Außenbau
Der Außenbau ist durch große, rechteckige Blendfelder gegliedert. An der Südwestecke des Langhauses erhebt sich der Turm, auf dessen vier quadratischen Untergeschossen das oktogonale, mit verschindelter Zwiebelhaube gedeckte Glockengeschoss aufgebaut ist.

### Innenraum

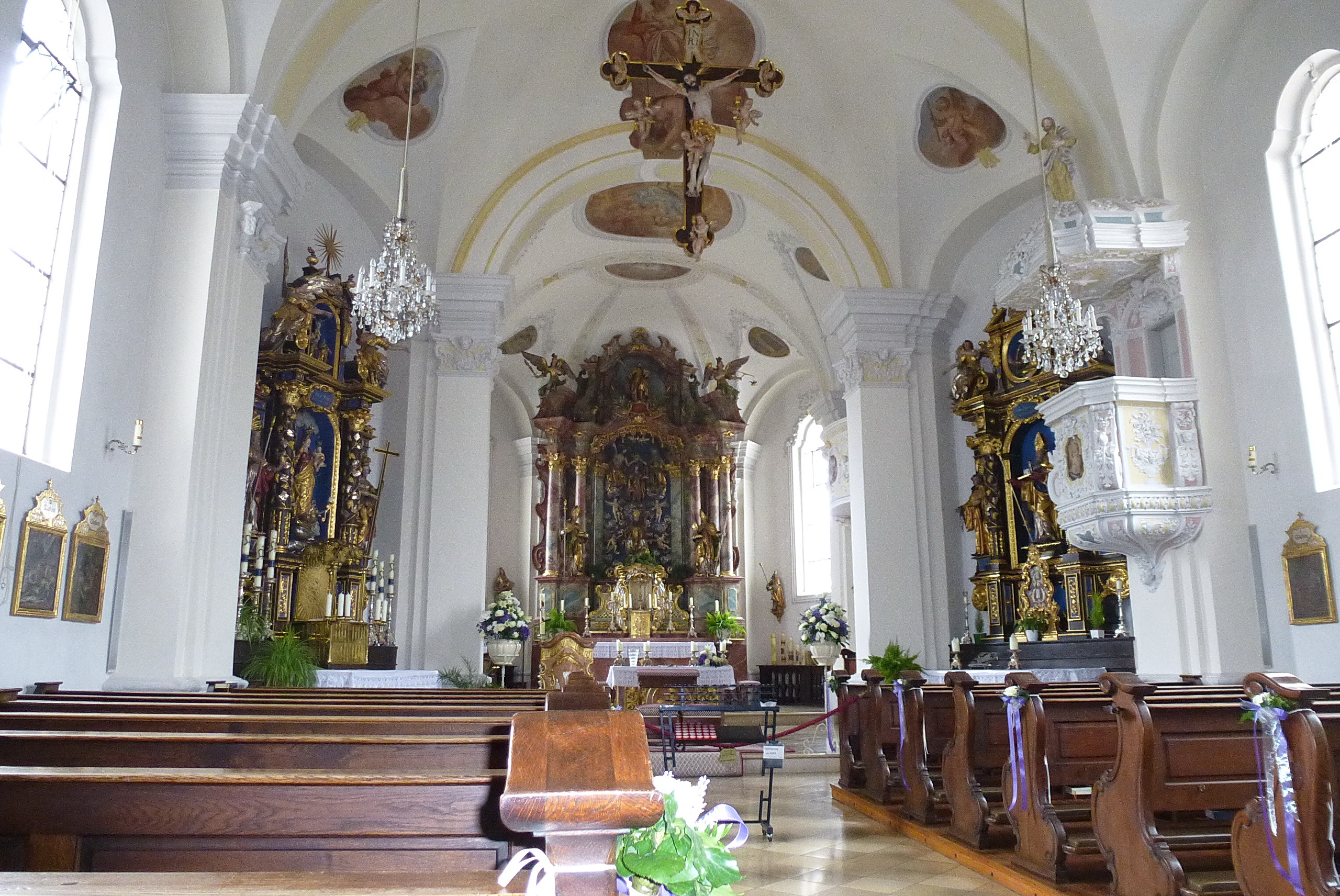
Innenraum

Die Kirche ist ein schlichter Saalbau. Das Langhaus erstreckt sich über vier Joche, den westlichen Abschluss bildet eine Doppelempore. Chor und Langhaus werden von Tonnengewölben mit tiefen Stichkappen gedeckt. Die Wände gliedern Rechteckpfeiler, die mit Kapitellen und reich profiliertem Gebälk verziert sind. Der leicht eingezogene Chor, zu dem ein rundbogiger Chorbogen führt, ist halbrund geschlossen.

## Stuck
Der Stuck im Stil der Wessobrunner Schule wurde von Thomas Glasl, dem Sohn von Dominik Glasl, Mathias Bader und Johann Rieder geschaffen. Besonders reich verziert sind die Kanzel und die Oratoriumsbrüstung im Chor, an der das Wappen des Fürstbischofs Johann Franz Eckher von Kapfing, des Auftraggebers der Kirche, angebracht ist.

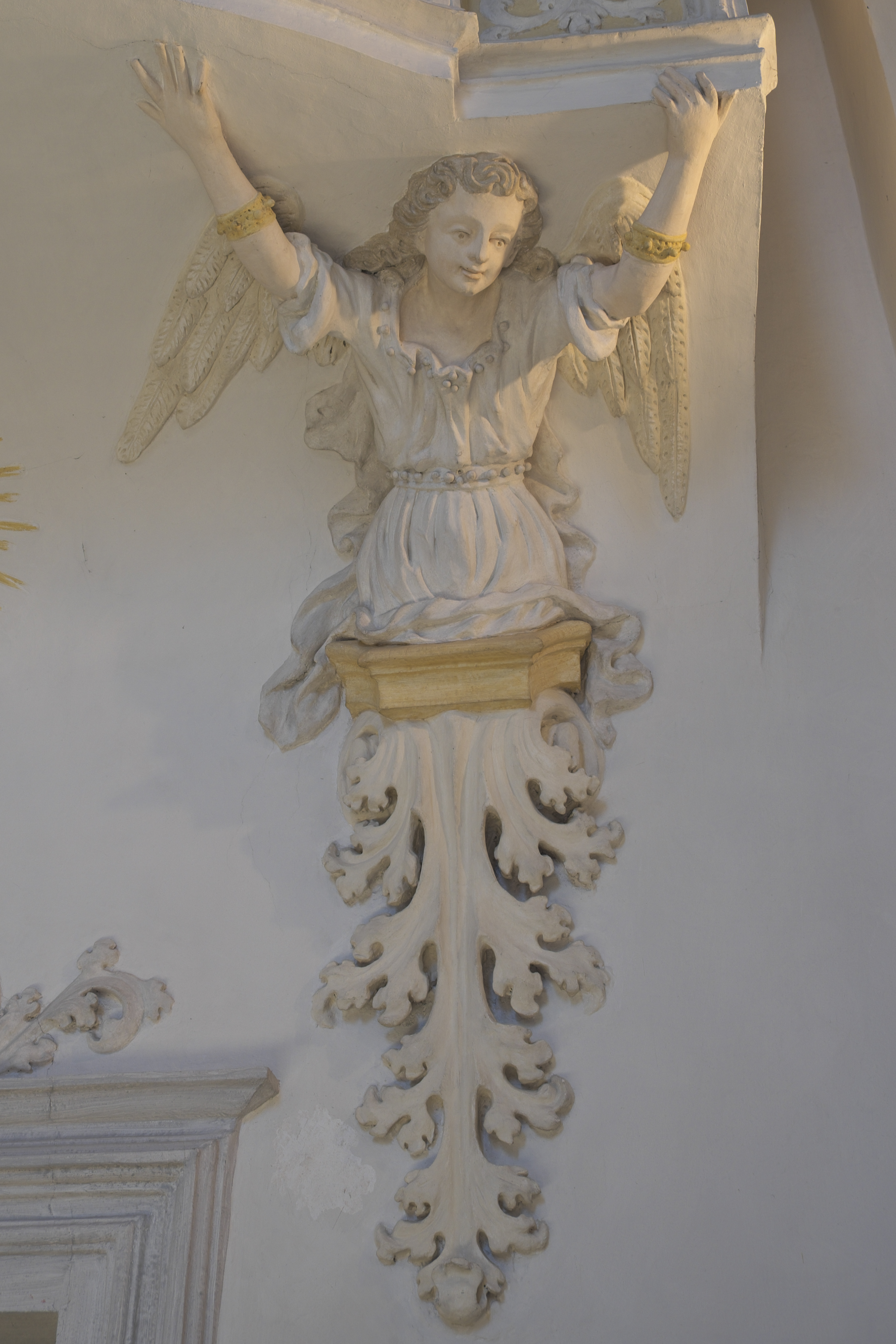
Konsolenengel
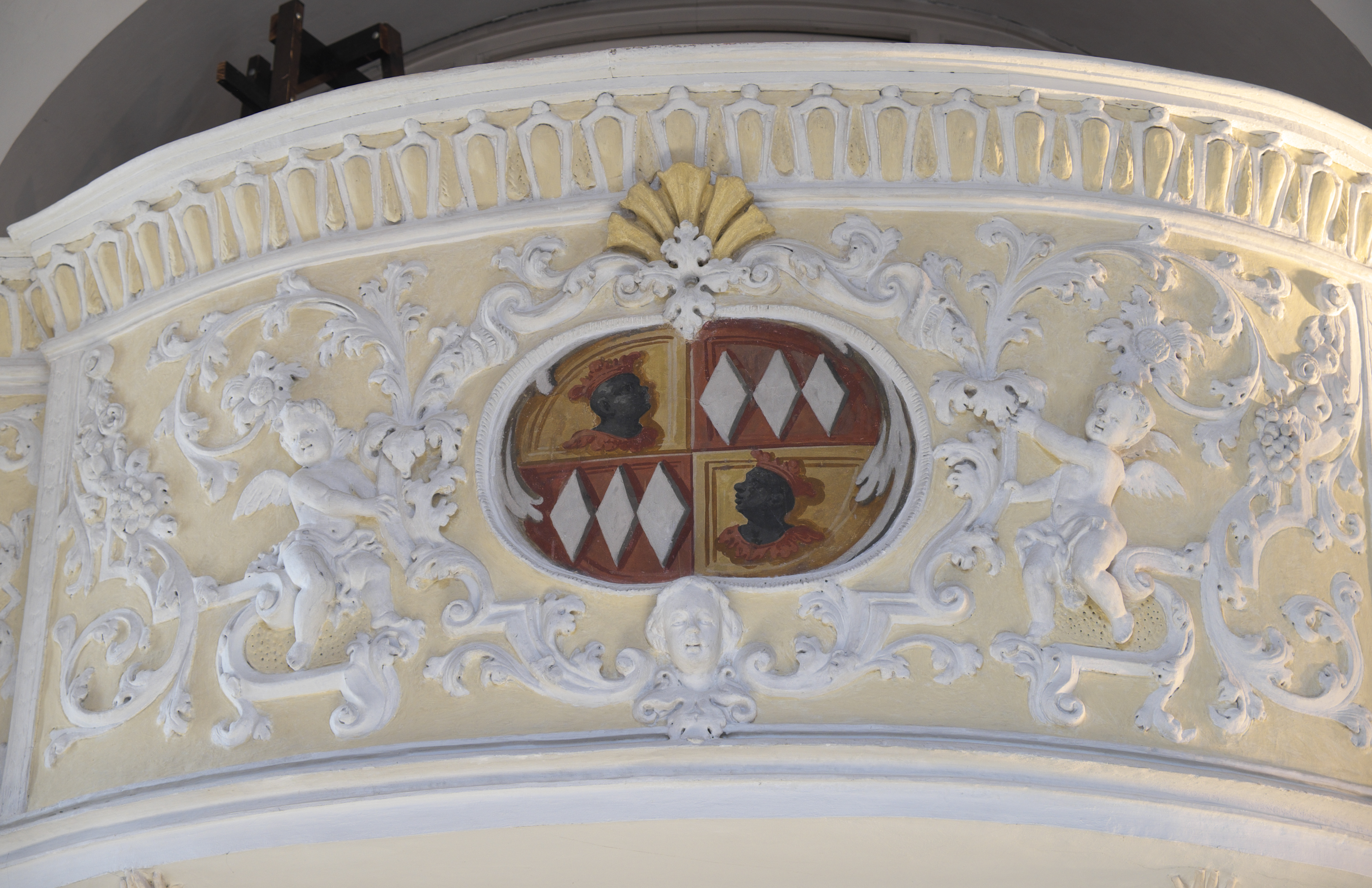
Oratoriumsbrüstung, Wappen von Johann Franz Eckher von Kapfing
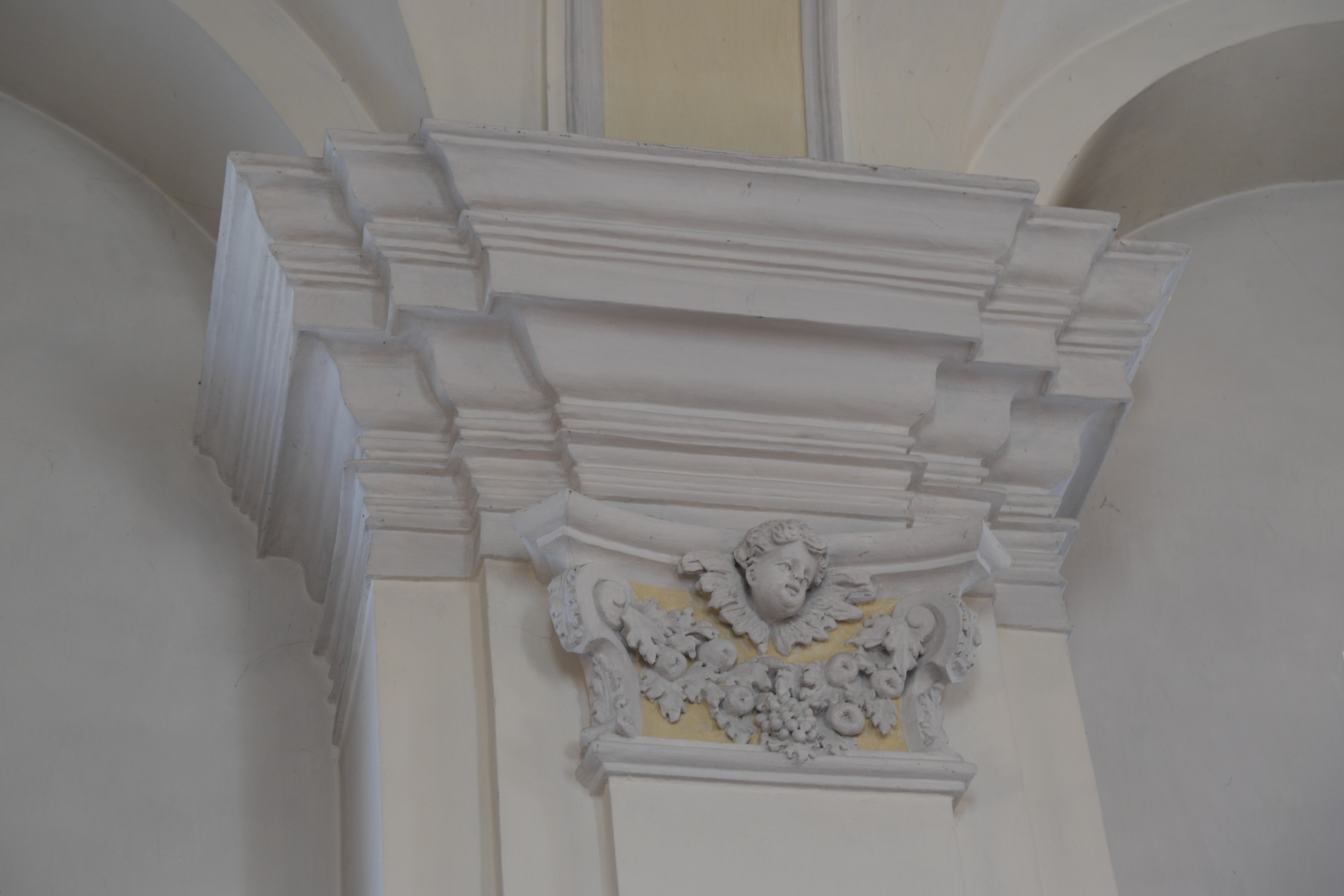
Pfeilerkapitell und Gebälk
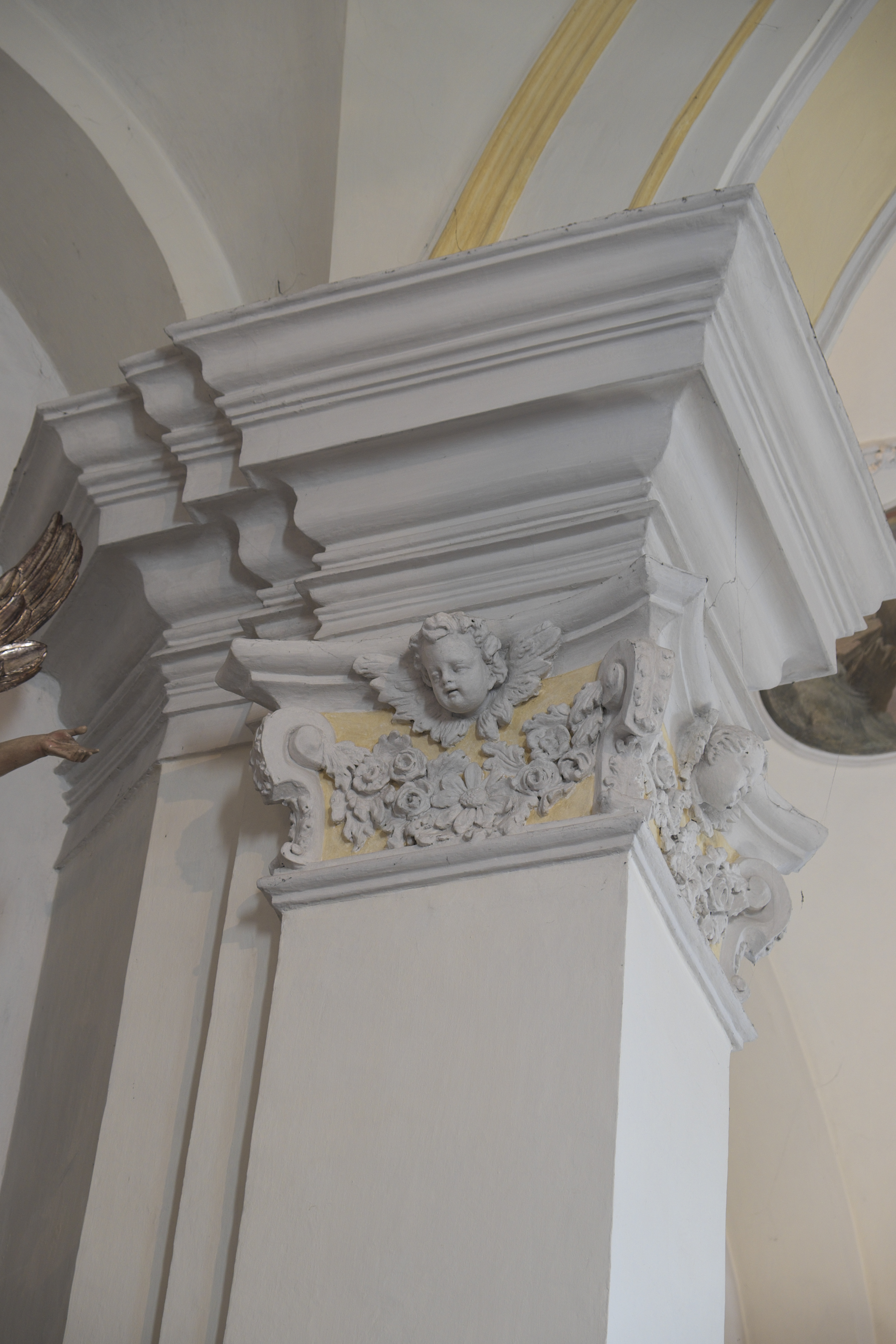
Pfeilerkapitell und Gebälk

## Fresken

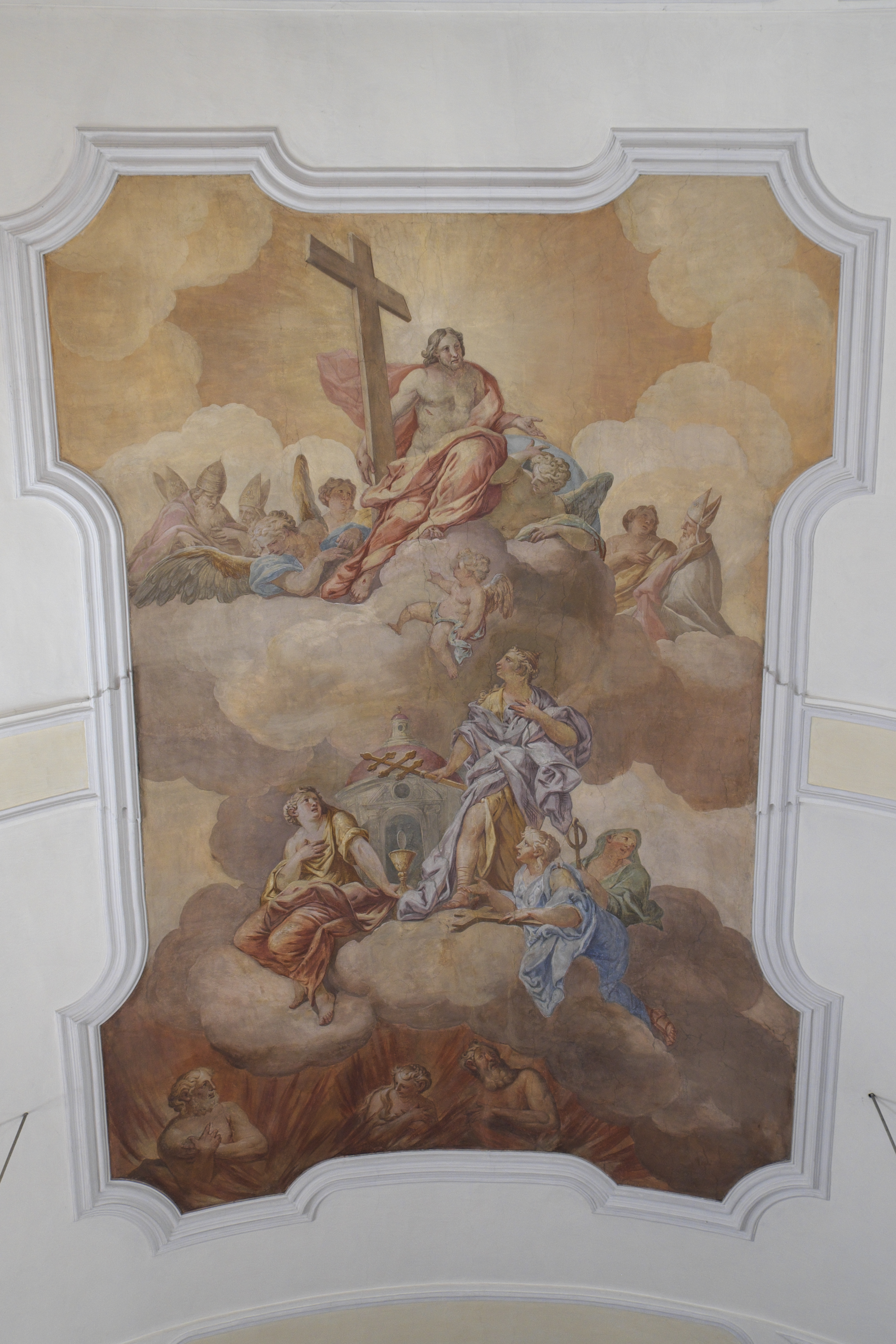
Langhausfresko

Die Fresken wurden 1718 ausgeführt und tragen im Langhaus die Signatur von Nikolaus Gottfried Stuber. Vermutlich sind ihm sämtliche Fresken der Kirche zuzuschreiben. Das mittlere Chorfresko ist Maria Immaculata gewidmet, die kleineren seitlichen Medaillons weisen Mariensymbole (Ölbaum, aufgehende Sonne, Arche Noah) auf. Auf dem Langhausfresko ist Jesus mit dem Kreuz dargestellt, umgeben von Engeln und Kirchenvätern, darunter als Personifikation der Kirche eine weibliche Figur mit dem Papstkreuz und die Göttlichen Tugenden, am unteren Bildrand die Armen Seelen im Fegefeuer. Auf den Medaillons in den Stichkappen, die das Hauptbild umrahmen, sieht man Engel mit den Leidenswerkzeugen.

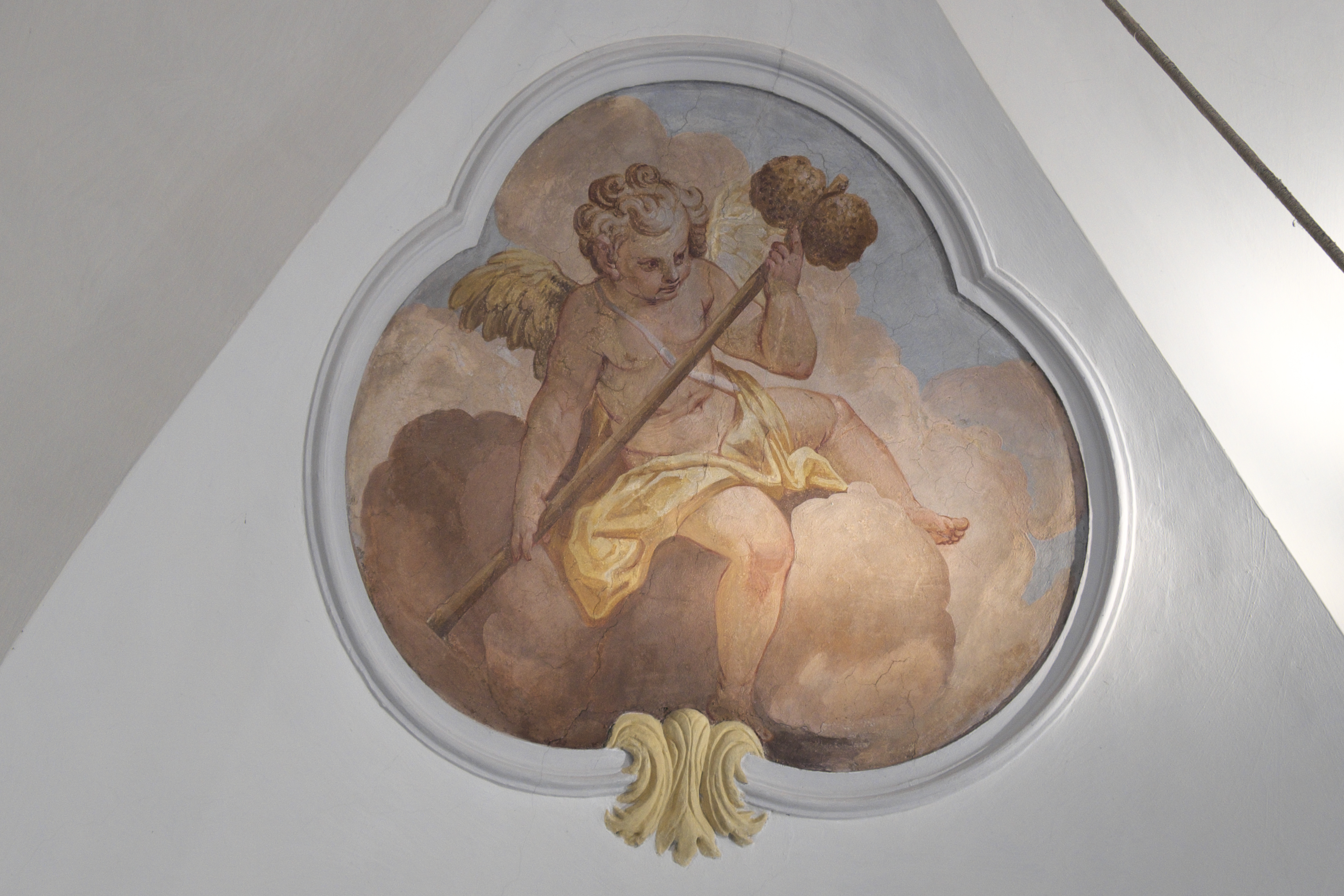
Engel mit Essigschwamm
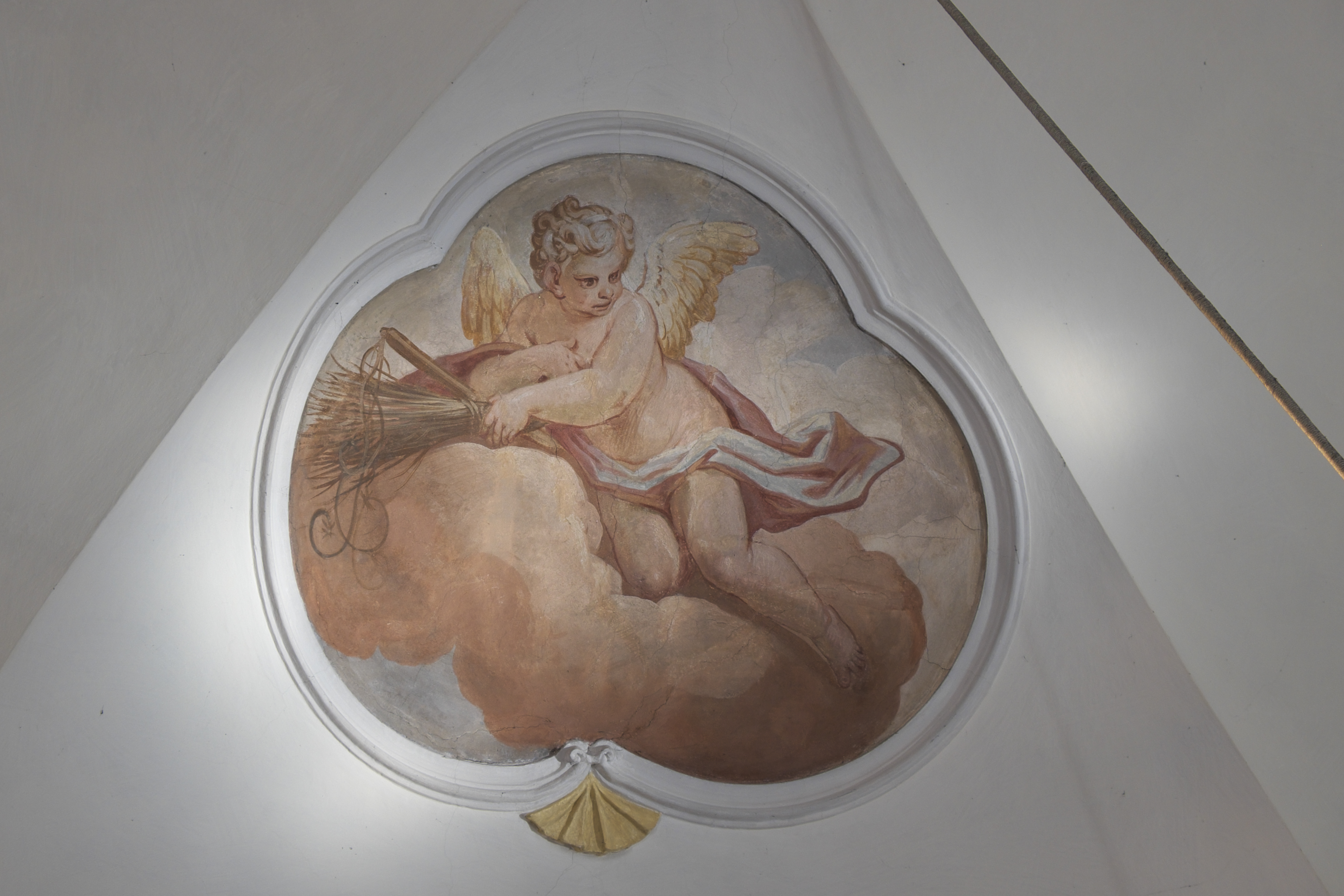
Engel mit Geißelruten
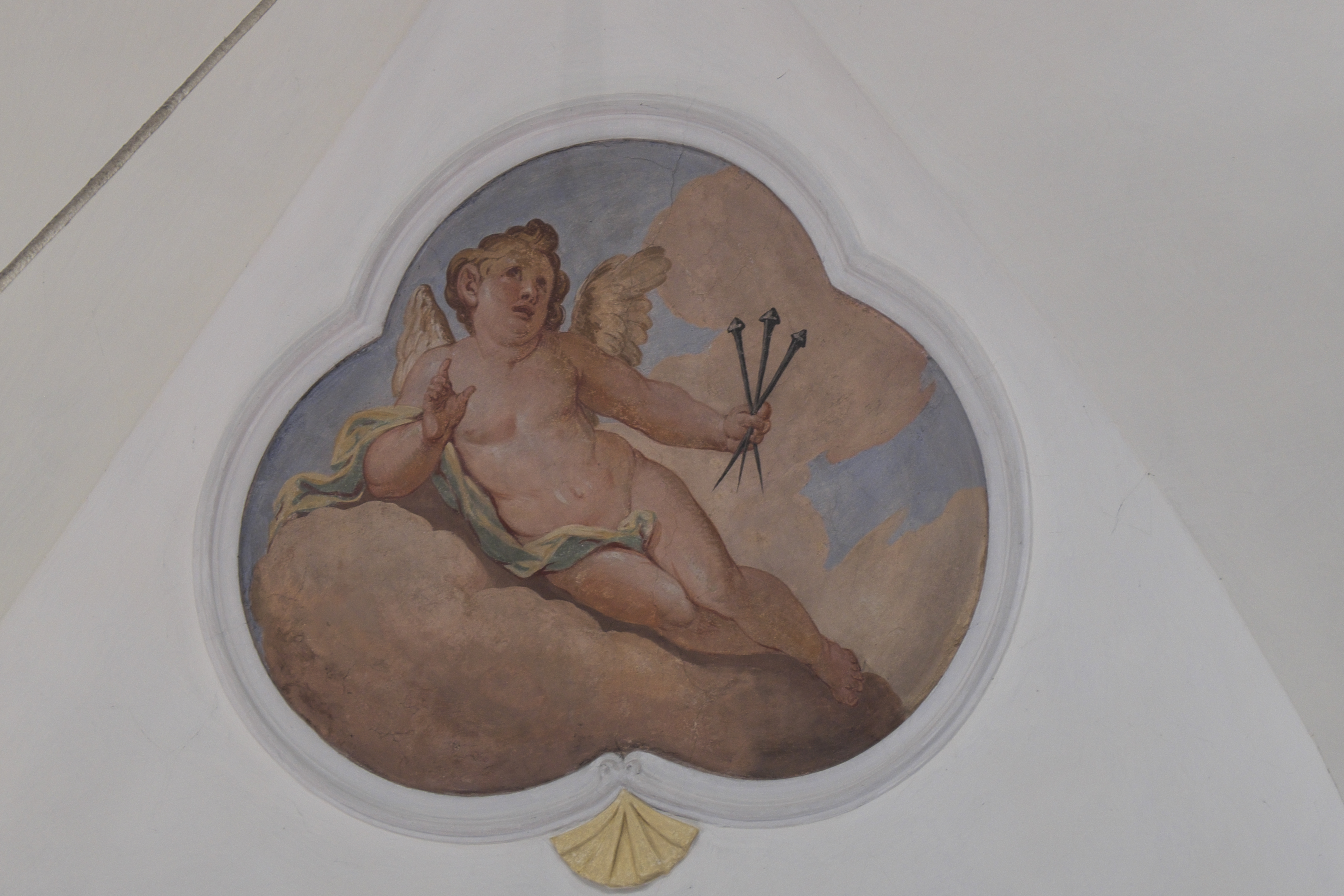
Engel mit Nägeln

## Empore
An der unteren Emporenbrüstung sind der heilige Valentin von Rätien mit der Unterföhringer Kirche im Hintergrund, der heilige Korbinian, der als erster Bischof von Freising verehrt wird, und die Kreuzauffindung durch die heilige Helena, die Mutter des Kaisers Konstantins des Großen, dargestellt. Auf der Brüstung der oberen Empore, die später eingebaut wurde, sieht man die heilige Cäcilia an der Orgel.

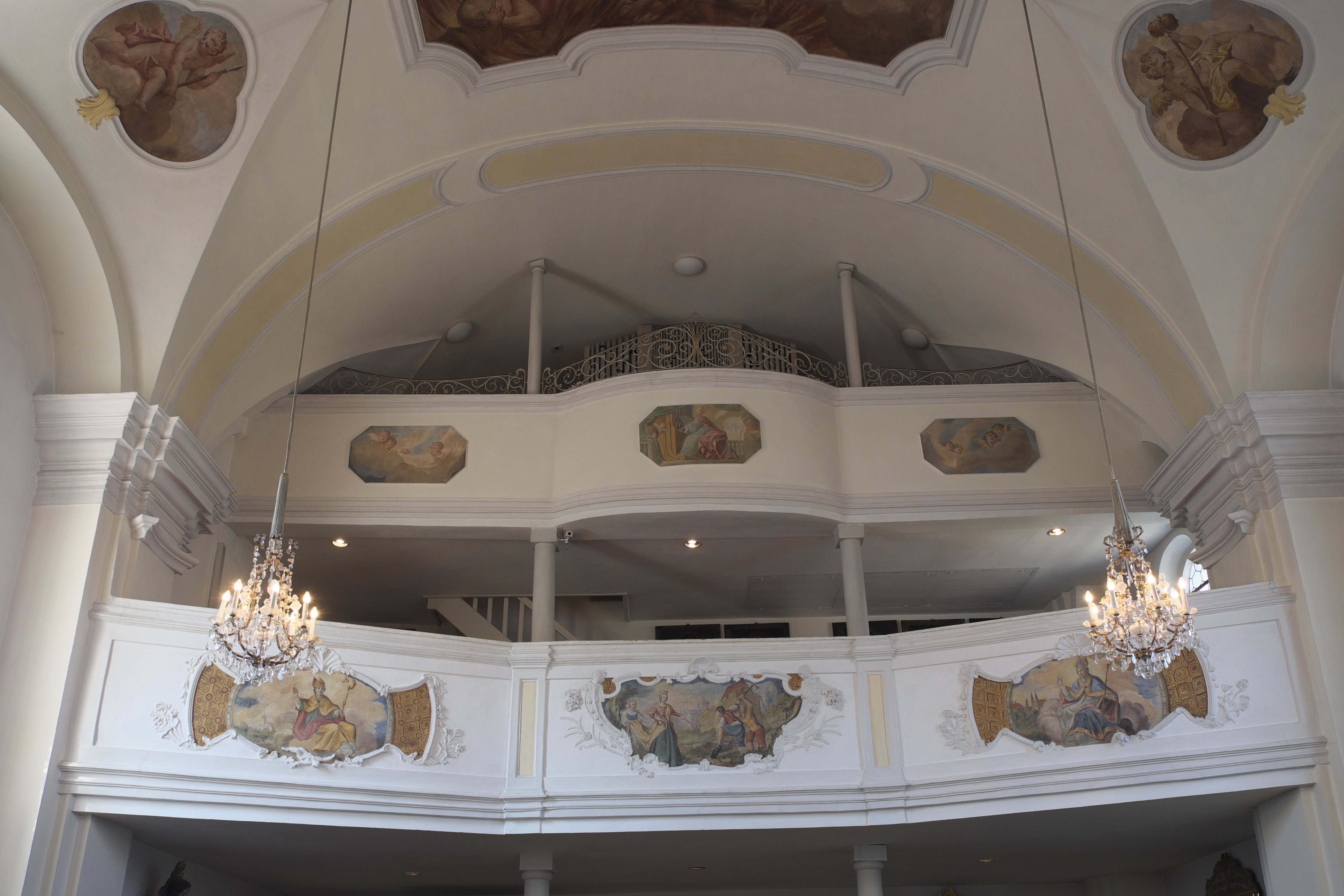
Doppelempore
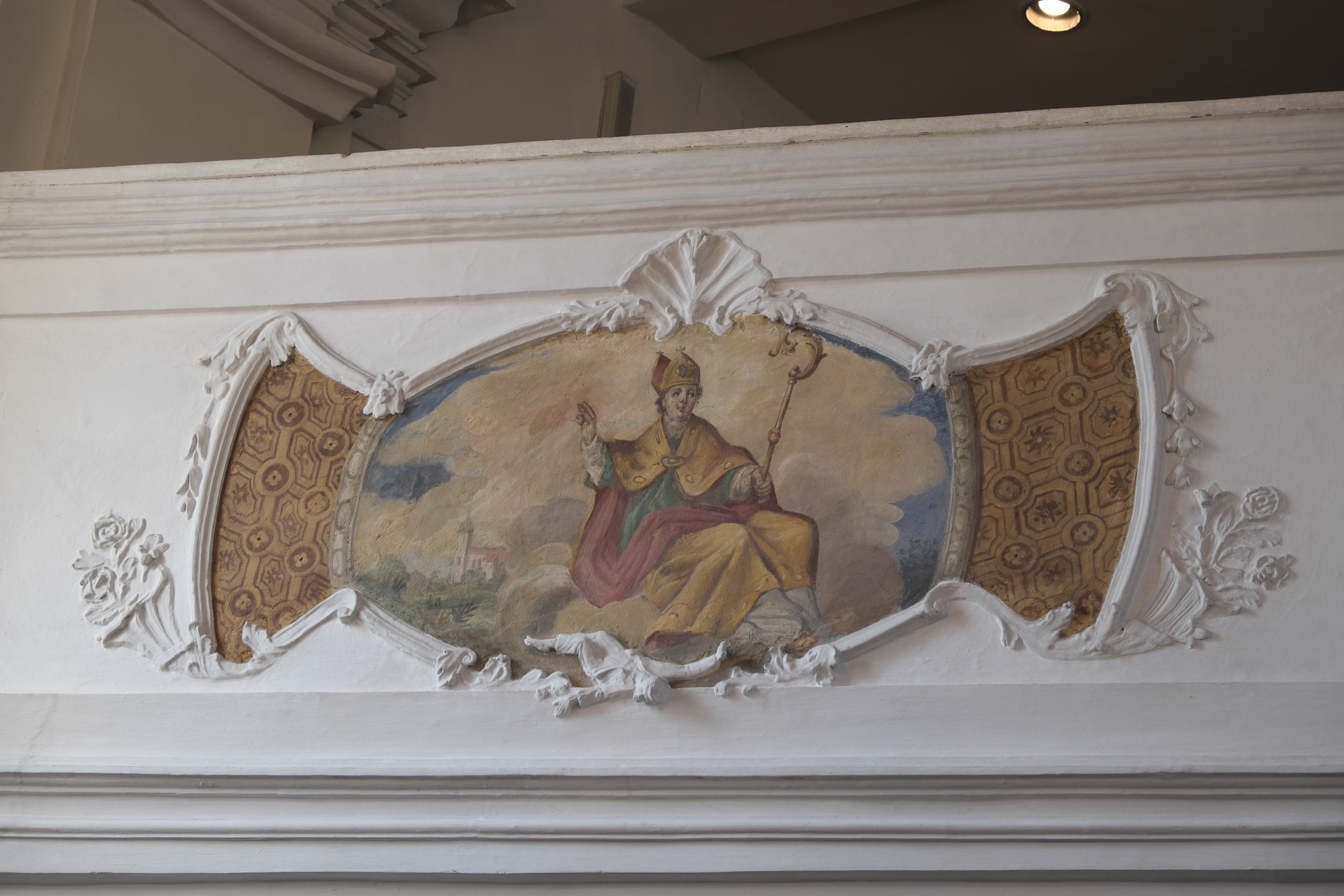
Heiliger Valentin von Rätien
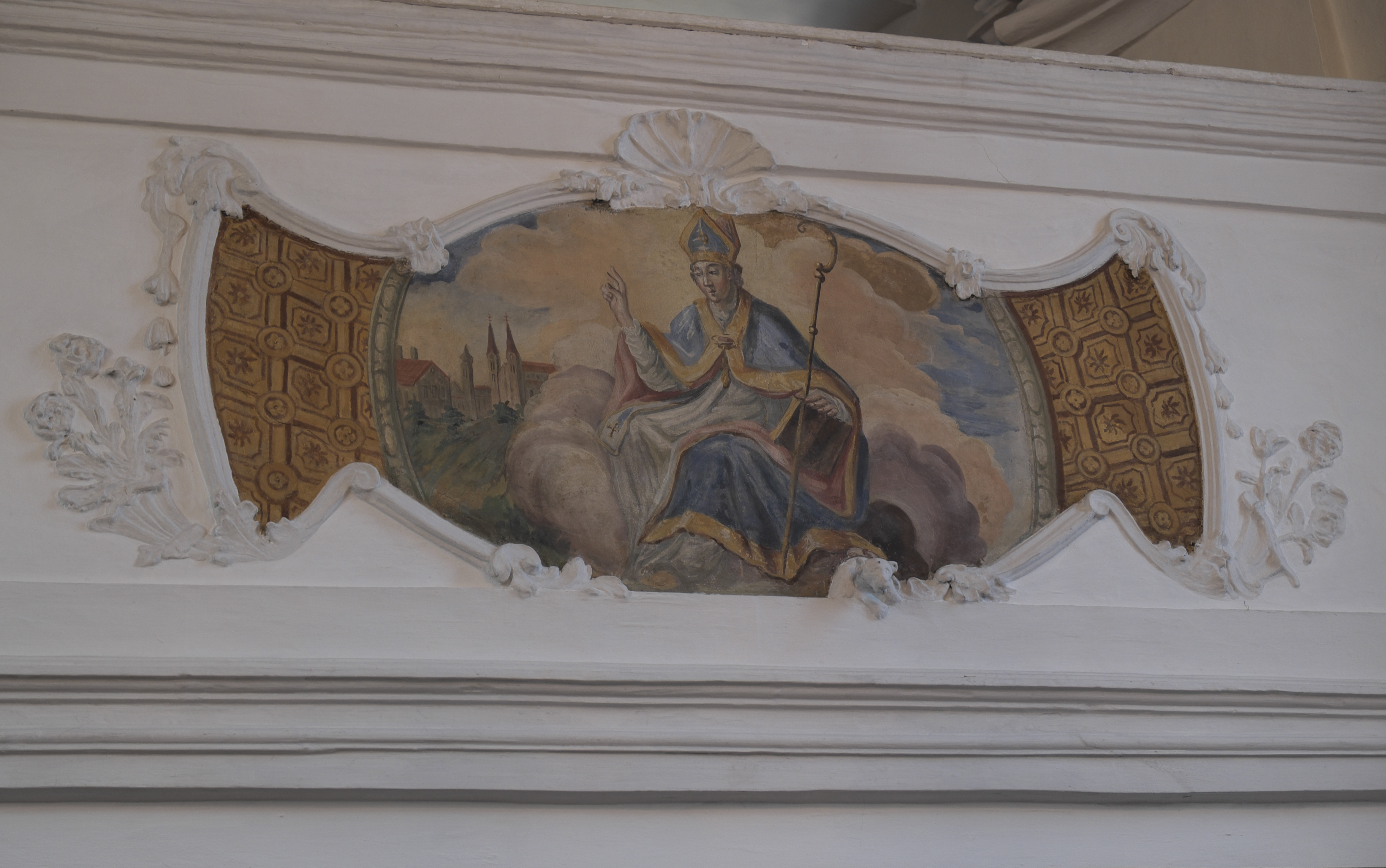
Heiliger Korbinian, im Hintergrund Freising
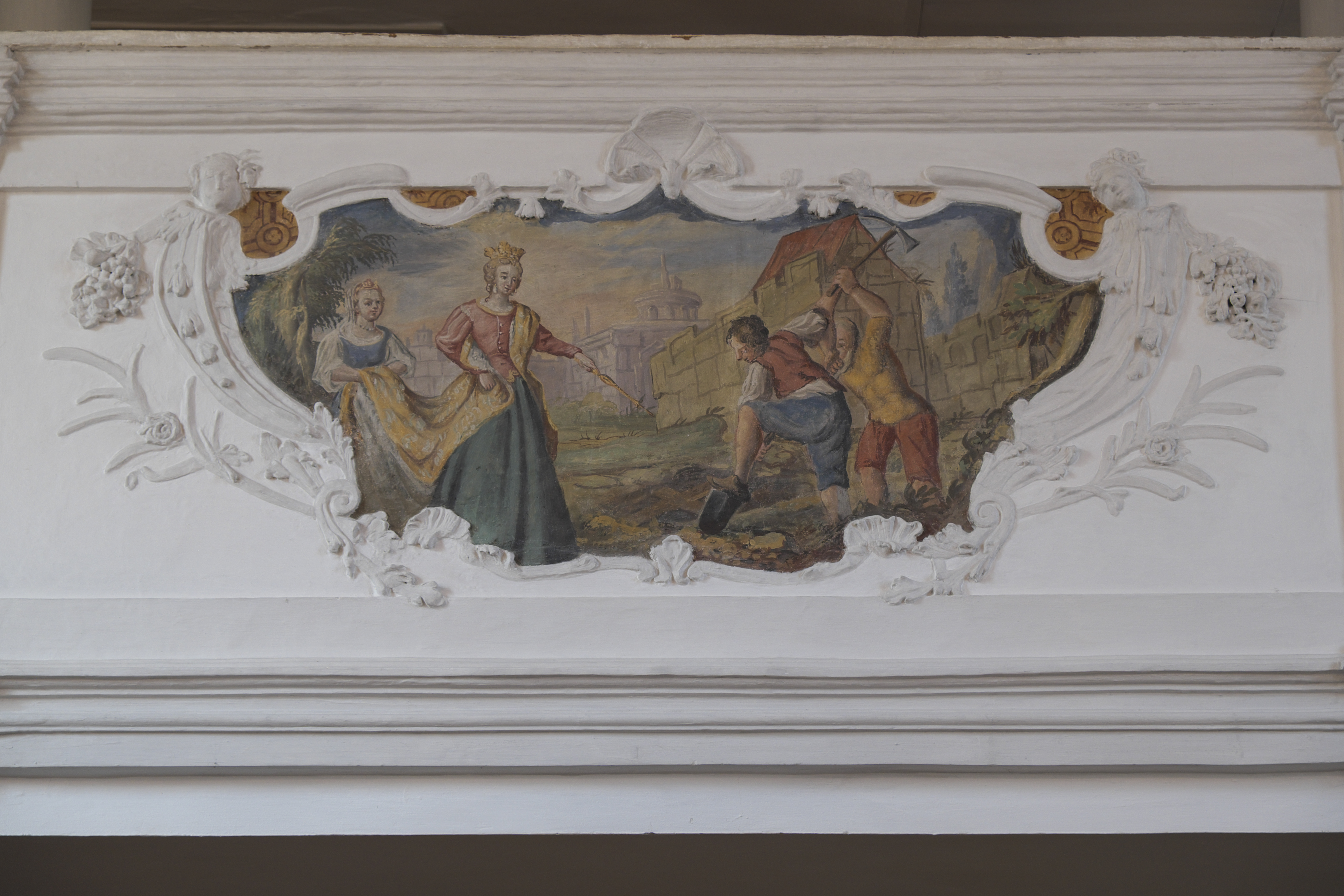
Kreuzauffindung durch die heilige Helena

## Orgel

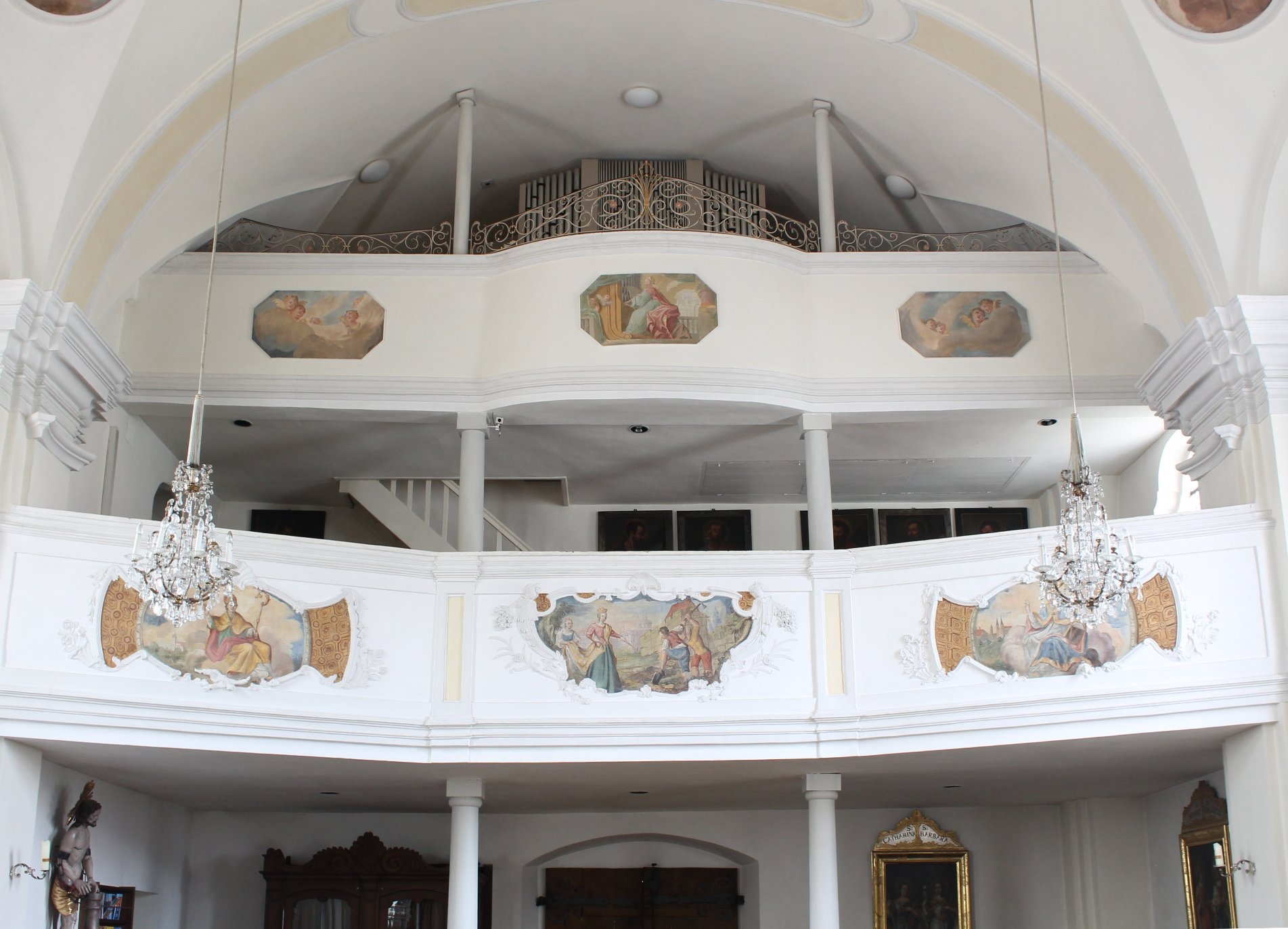
Doppelempore mit Orgel

Die Orgel mit 12 Registern und zwei Manualen und Pedal wurde 2012 von Frenger & Eder gebaut. Sie hat Wechselschleifen und mechanische Spiel- und Registertraktur. Die Disposition lautet:
| I Manual C–g3 |        |
| Principal     | 8′     |
| Gedeckt       | 8′     |
| Salicional    | 8′     |
| Rohrflöte     | 4′     |
| Octave        | 4′     |
| Doublette     | 2′     |
| Quinte        | 2 ⁄3′  |
| Terz          | 1 3⁄5′ |
| Mixtur III    | 1 ⁄3′  |
| Quinte        | 1 ⁄3′  |

| II Manual C–g3 |        |                   |
| Gedeckt        | 8′     | (Wechselschleife) |
| Salicional     | 8′     | (Wechselschleife) |
| Rohrflöte      | 4′     | (Wechselschleife) |
| Octave         | 4′     | (Wechselschleife) |
| Doublette      | 2′     | (Wechselschleife) |
| Quinte         | 2 ⁄3′  | (Wechselschleife) |
| Terz           | 1 3⁄5′ | (Wechselschleife) |
| Oboe           | 8′     |                   |

| Pedal C–f1 |     |
| Subbaß     | 16′ |
| Offenbaß   | 8′  |

- Koppeln: II/I, I/P, II/P

## Ausstattung

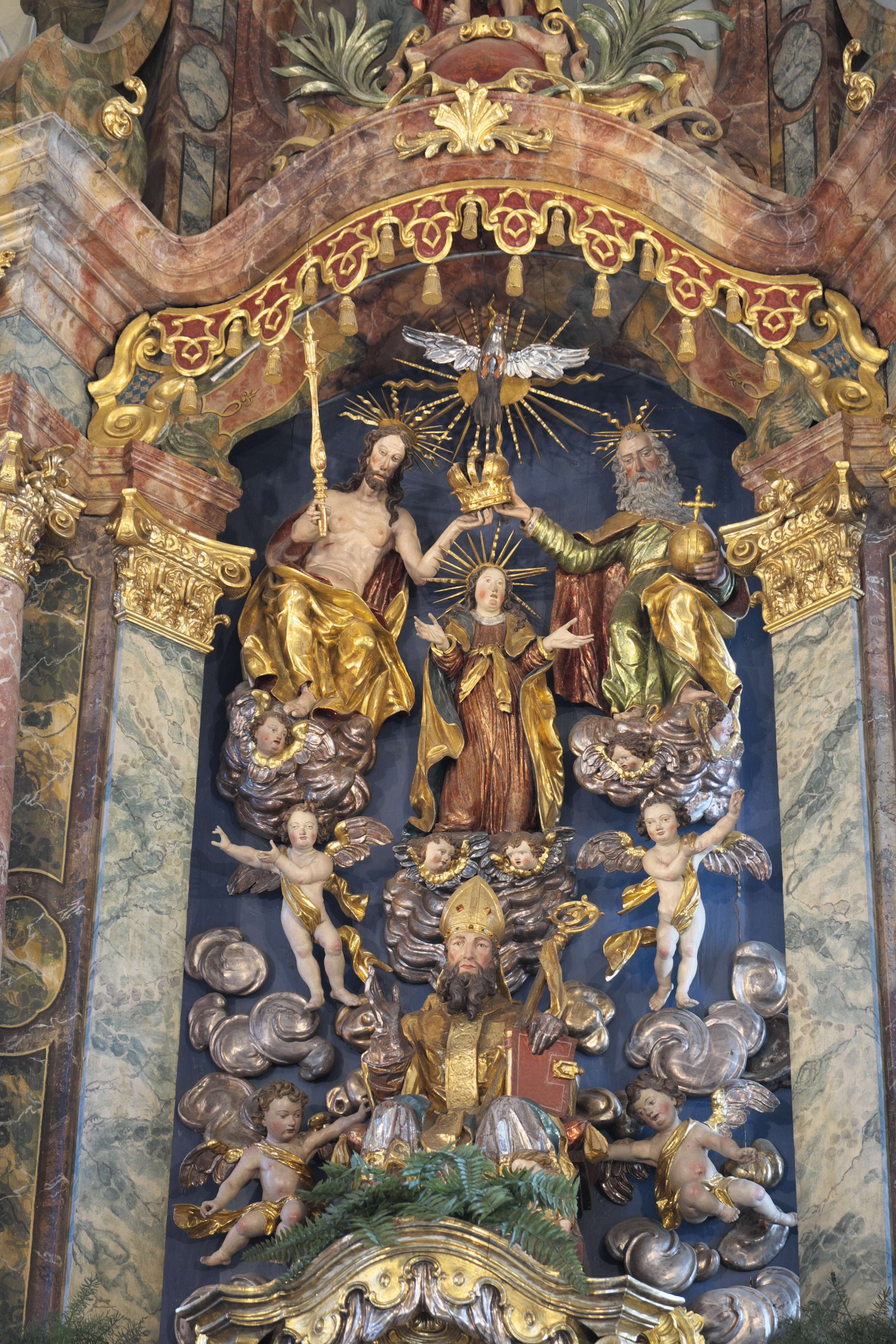
Hauptaltar

- Im Hochaltar mit sechssäuligem Aufbau aus dem Jahr 1741 ist die Figurengruppe einer Marienkrönung aus der Vorgängerkirche integriert, die um 1650/60 datiert wird. Die seitlichen Figuren stellen den heiligen Nikolaus mit den drei goldenen Kugeln dar und den heiligen Dionysius von Paris, der ein Buch trägt, auf dem sein abgeschlagenes Haupt liegt. Im Altarauszug sieht man Johannes den Täufer mit Kreuzstab und Lamm Gottes zwischen zwei Engelsfiguren, die beide den Erzengel Michael, links mit dem Feuerschwert und rechts als Seelenwäger, darstellen. Die von Engelsputten umgebene Sitzfigur aus Lindenholz des Kirchenpatrons, des heiligen Valentin von Rätien, wurde 1932 ergänzt. Er gilt als Schutzheiliger der Fallsucht, worauf die zu seinen Füßen liegende kleine Figur verweisen soll.
- Die Seitenaltäre stammen aus der Zeit um 1680. Am nördlichen Altar steht eine Mondsichelmadonna zwischen dem heiligen Augustinus und der heiligen Helena, im Auszug eine kleine Kreuzigungsgruppe. Die Figuren am südlichen Seitenaltar stellen in der Mitte den heiligen Wolfgang und an den Seiten den heiligen Leonhard und den heiligen Sigismund dar, im Auszug Gottvater.
- Das große Chorbogenkruzifix wird wie der Geißelchristus unter der Empore um 1720 datiert.
- Die reich stuckierte Kanzel wurde um 1718 geschaffen. Sie ist an den Voluten mit den Evangelistensymbolen besetzt, auf dem Schalldeckel steht die Figur des Salvator Mundi. Das Fresko am Kanzelkorb stellt den Apostel Paulus dar.
- In den beiden untereinander liegenden Glockenstuben des Turms hängen vier Gussstahlglocken des Bochumer Vereins aus dem Jahr 1946 (e1 - g1 - a1 - c2).

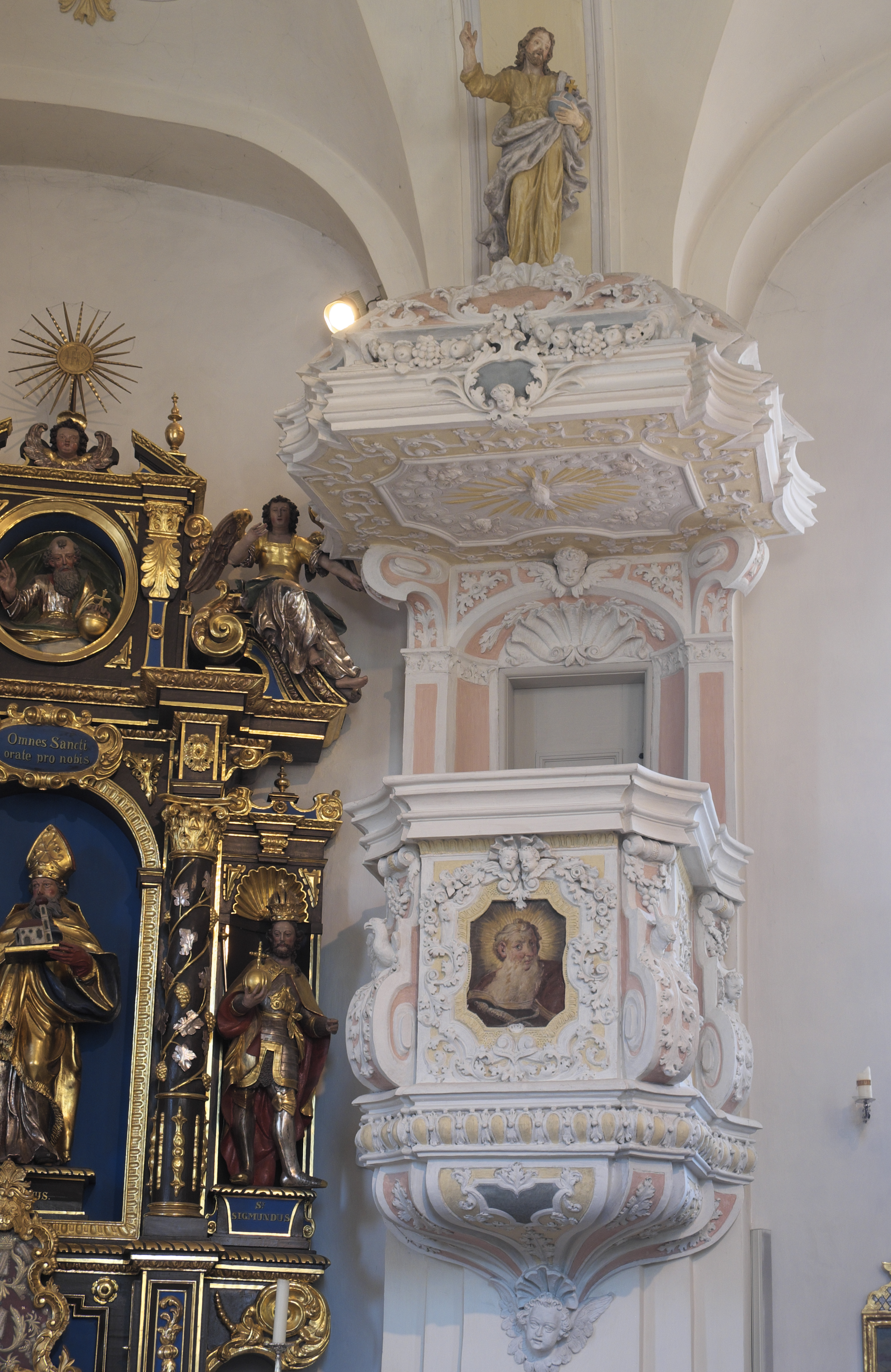
Kanzel
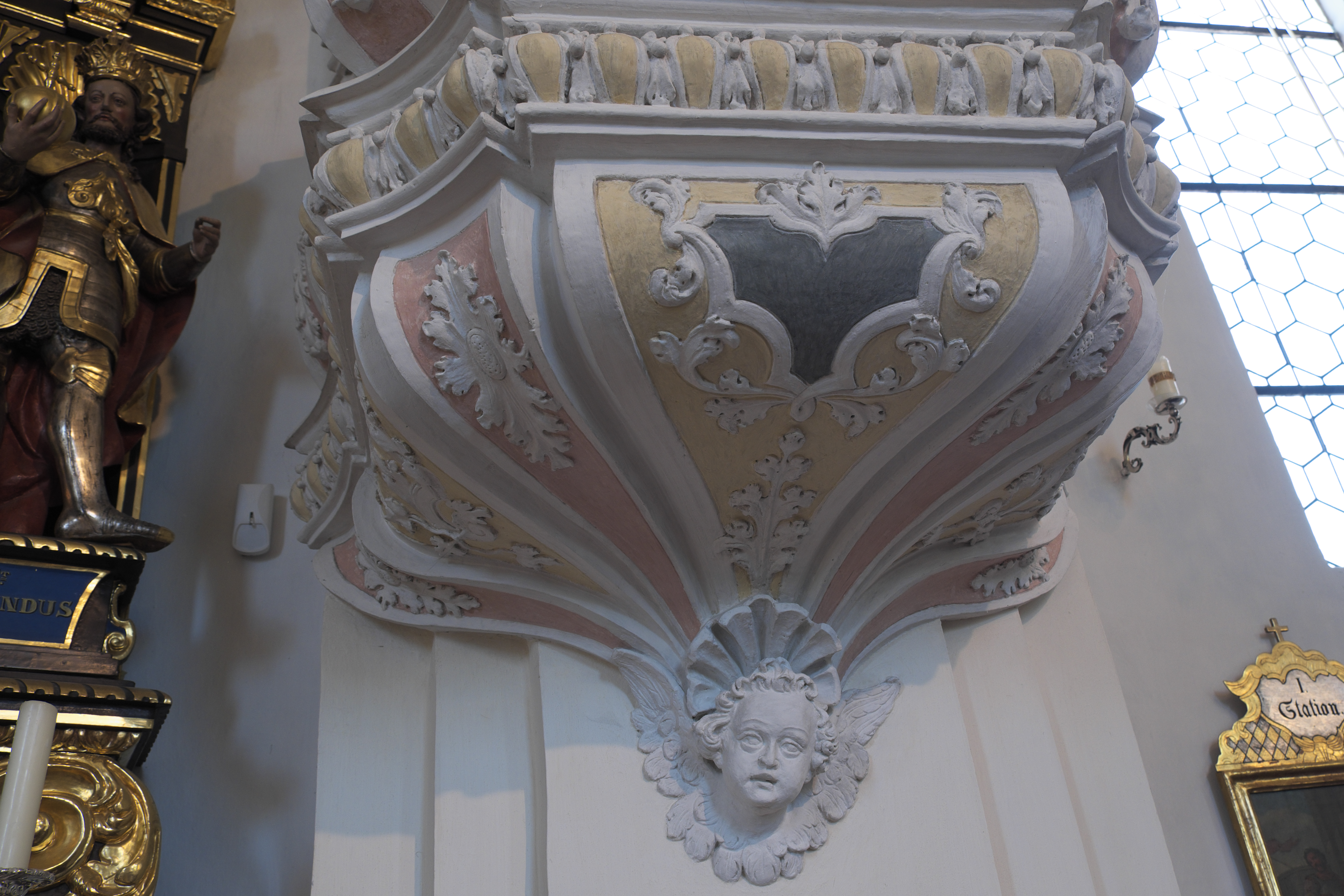
Kanzelkorb
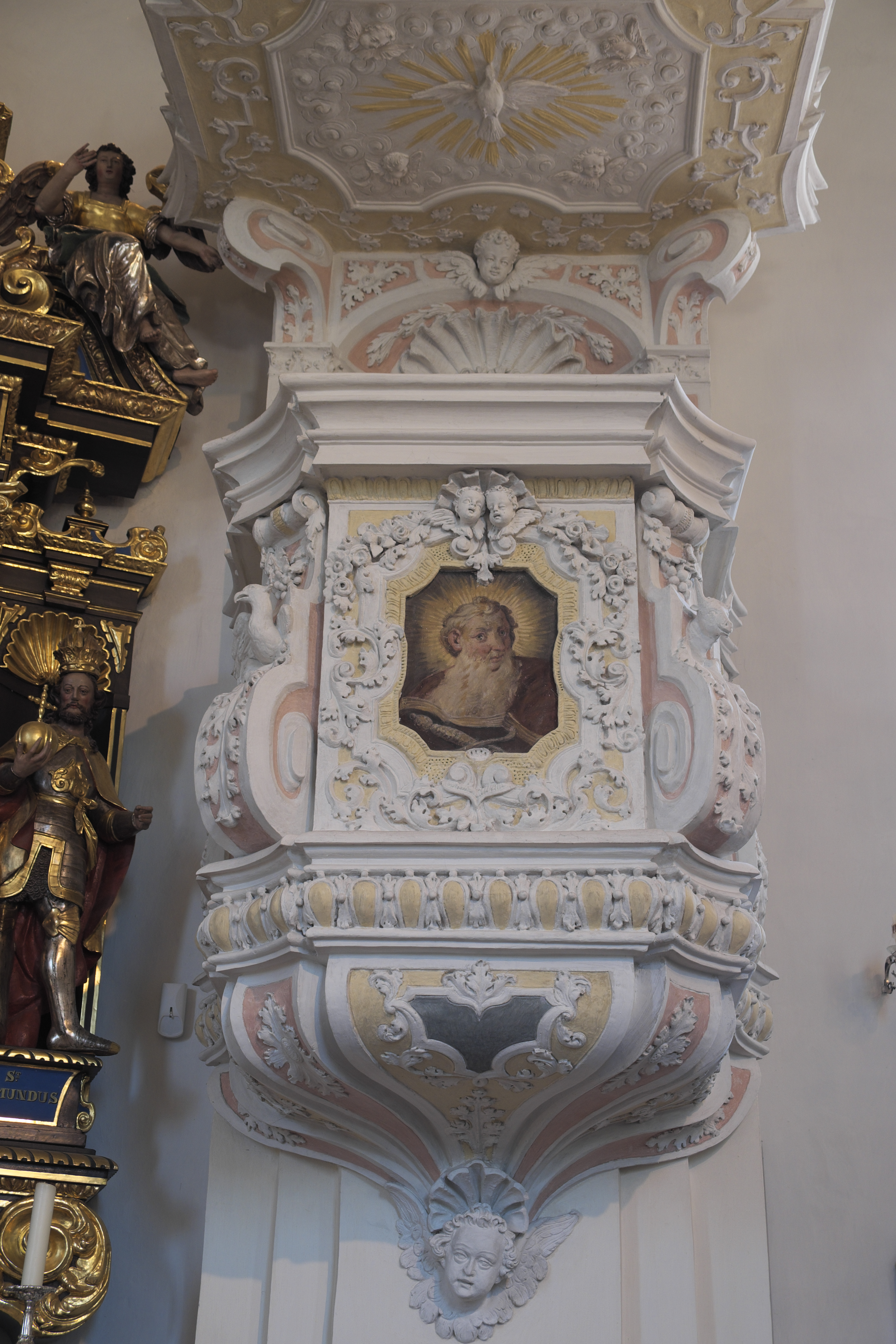
Apostel Paulus
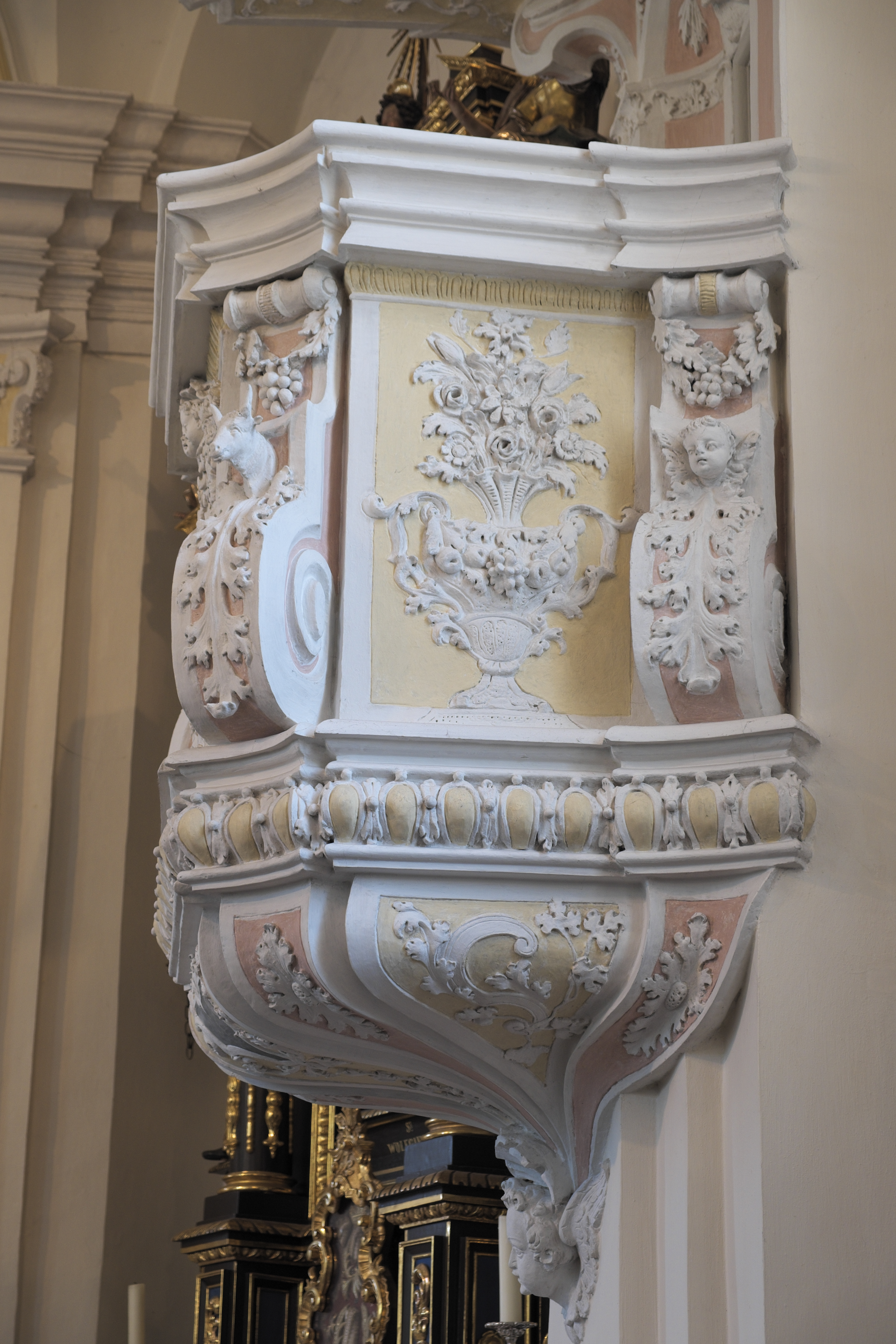
Kanzelkorb